# Campeonato Sul-Americano de Rugby de 2017 - Divisão B
O Campeonato Sul-Americano de Rugby de 2017 - Divisão B foi a XVIII edição deste torneio, sendo a segunda sob o comando da Sudamérica Rugby (SAR). Nesta ocasião, as partidas foram realizadas em múltiplas sedes.
A Colômbia conquistou pela quinta vez a competição, sendo a quarta em sequência. Com as mudanças promovidas pela SAR, o selecionado campeão garantiu presença direta no Sul-Americano A para 2018.

## Regulamento e participantes
Este Sul-Americano B teria novamente os quatro participantes da edição anterior. Porém, com a ausência dos equatorianos, disputaram o presente torneio as equipes da Colômbia, Peru e Venezuela. Todos se enfrentaram em turno único e conquistou o título quem somasse mais pontos ao final.

### Alterações
Inicialmente, estava prevista a realização de uma repescagem entre o último colocado da Divisão B e o campeão da Divisão C do ano anterior, visando a quarta vaga para o presente campeonato. A ausência do Equador (na B 2017) e de El Salvador (na C 2017) acabou alterando os planos.

### Mudanças na fórmula de disputa
Este torneio, originalmente, outorgaria uma vaga para a repescagem ao Sul-Americano A de 2018. Contudo, em setembro de 2017, a SAR promoveu mudanças significativas nas três divisões de seu torneio continental. Com isso, o campeão deste Sul-Americano B garantiu o acesso direto à elite do continente para o torneio de 2018.
O Sul-Americano B, a partir do próximo ano, receberá o nome de Torneio Quatro Nações B. Serão seus participantes os segundo e terceiro colocados do presente campeonato, acrescido dos campeões do Sul-Americano C em 2016 e 2017.

## Partidas da Divisão B de 2017
Seguem-se, abaixo, as disputas realizadas pelo Campeonato Sul-Americano B de 2017.

### 1ª rodada
| 7 de outubro de 2017 |         |          |                                      |
| Peru                 | 3 - 50  | Colômbia | Fundo de la Querencia de Lerin, Lima |
|                      | Reporte |          | Fundo de la Querencia de Lerin, Lima |

### 2ª rodada
| 14 de outubro de 2017 |         |           |                                      |
| Peru                  | 21 - 33 | Venezuela | Fundo de la Querencia de Lerin, Lima |
|                       | Reporte |           | Fundo de la Querencia de Lerin, Lima |

### 3ª rodada
| 21 de outubro de 2017 |         |           |                                          |
| Colômbia              | 53 - 15 | Venezuela | Estádio Bernardo “Nando” Alvarez, Guarne |
|                       | Reporte |           | Estádio Bernardo “Nando” Alvarez, Guarne |

### Classificação final
| Seleção   | Vitórias | Empates | Derrotas | Pontos a favor | Pontos contra | Pontos +/- | Pontos |
| --------- | -------- | ------- | -------- | -------------- | ------------- | ---------- | ------ |
| Colômbia  | 2        | 0       | 0        | 103            | 18            | +85        | 6      |
| Venezuela | 1        | 0       | 1        | 48             | 74            | -26        | 3      |
| Peru      | 0        | 0       | 2        | 24             | 83            | -59        | 0      |

- Critérios de pontuação: vitória = 3, empate = 1, derrota = 0.
- Com o título, a Colômbia garantiu vaga direta no Sul-Americano A de 2018.[3][10]

## Campeão Divisão B 2017
| Campeonato Sul-Americano de Rugby 2017 Divisão B |
| ------------------------------------------------ |
| Colômbia Campeão (5º título)                     |